# Gliese 529
Gliese 529 è una stella situata nella costellazione della Vergine, ad una distanza di 46,6 anni luce dal sistema solare.
Pur non trattandosi di una stella debolissima (appartiene infatti alla sequenza principale e la sua classe spettrale è stimata tra K5.5V e K6Vk), non è sufficientemente luminosa per essere visibile ad occhio nudo dalla superficie della Terra. La sua magnitudine apparente è 8,17, mentre la magnitudine assoluta è 7,38, avendo una luminosità del 18% di quella solare.
Nomenclature alternative:  HD 120467, HIP 67487, LHS 363, SAO 181997.